# Una mujer perseguida
Una mujer perseguida (título original: Overexposed) es un telefilme estadounidense de suspenso de 1992, dirigido por Robert Markowitz, escrito por Christine Berardo, Harlan Woods y Adam Greenman, musicalizado por Gerald Gouriet, en la fotografía estuvo Ronald Víctor García y los protagonistas son Marcy Walker, Dan Lauria y Terence Knox, entre otros. Este largometraje fue realizado por LOMO Productions y se estrenó el 11 de octubre de 1992.

## Sinopsis
Con la certeza de que su esposo, Norm, la está engañando, Ann Demski comienza un amorío con Nick, un amigo de la familia.